# Orde van de Aankondiging
De "Hoogste Orde van de Aankondiging" (Italiaans:"Ordine Supremo della Santissima Annunziata") of Annunciatie-Orde werd tussen 1360 en 1363 door de "Groene Graaf" Amadeus VI van Savoye gesticht als een "Orde van de Halsband" en was gewijd aan de "ere Gods, de Maagd Maria en haar vijfde vreugde, alle Heiligen in het Paradijs en het ganse Hemelse Hof".
Amadeus VIII, de eerste Hertog van Savoye, gaf de Orde in 1409 en 1434 statuten en Karel III de Goede, Hertog van Savoye wijdde de Orde aan de Annunciatie waarmee de Orde ook haar huidige naam verkreeg. De Orde had twintig leden.
In 1713 verwierf Savoye het Koninkrijk Sardinië en de Orde werd tot de "Eerste Orde in het Koninkrijk" verklaard. Deze status bleef de Orde in Sardinië en in het koninkrijk Italië tot de afschaffing van de Italiaanse monarchie in 1947 houden.
In het Koninkrijk Savoye en later in het verenigde Italië was deze orde eerst gereserveerd voor de oude katholieke adel maar zij kreeg in de 20e eeuw steeds meer het karakter van een, zeer exclusieve, ridderorde van de Italiaanse staat. Zo werden Hermann Göring en ander fascistische kopstukken met deze Orde onderscheiden.
De verbannen koning en zijn opvolgers hebben de Orde van de Aankondiging en het Grootmeesterschap daarvan steeds als een particulier bezit gezien en beschouwen de Orde als een dynastieke of Huisorde. De Orde wordt daarom nog steeds verleend en de leden komen ook in plechtige bijeenkomsten tezamen.

## De versierselen van de Orde
De leden dragen een gouden keten met een rijkversierd gouden medaillon met Maria en de Aartsengel Gabriël en sinds 1680 een ronde ster op de linkerborst.
De keten draagt de letters "F.E.R.T." wat voor het Latijnse devies "Fortido Eius Rhodum" of "zijn moed redde Rhodos" staat.
De beambten van deze orde dragen hun kleinood aan een hemelsblauw lint om de hals. De ordekleding is in onbruik geraakt maar bestond uit een zilvergeborduurde amarantkleurig kostuum met dito schoenen met rozetten en witte omslagen en kraag. De mantel was donkerblauw en de hoed "a la longue cornette" was met witte struisvogelveren versierd

## Bekende dragers van de orde.
Benito Mussolini (Grootkruis)
Filips van Hessen-Kassel (1ste klasse)
Amanoellah Khan (Uitzondering als niet-christelijke, kreeg de orde vanwege de opening van de eerste katholieke kerk in Afghanistan)
Hermann Göring
Victor Emanuel III van Italië (grootmeester)
Annibale Maffei, onderkoning van Sicilië
Giuseppe Natoli, minister
Antonio Statella, prins van Cassaro, minister-president van het koninkrijk der Beide Siciliën